# Kurt Dobratz
Kurt Dobratz (9 de Abril de 1904 - 21 de Dezembro de 1996) foi um comandante de U-Boot que serviu na Kriegsmarine durante a Segunda Guerra Mundial. Afundou um total de 26,904 em embarcações inimigas.

## Carreira

### Patentes
| Offiziersanwärter            | 30 de março de 1922   |
| Fähnrich zur See             | 1 de abril de 1924    |
| Oberfähnrich zur See         | 1 de abril de 1926    |
| Leutnant zur See             | 1 de outubro de 1926  |
| Oberleutnant zur See         | 1 de julho de 1928    |
| Kapitänleutnant              | 1 de julho de 1934    |
| Hauptmann der Luftwaffe      | 1 de outubro de 1935  |
| Major der Luftwaffe          | 1 de abril de 1937    |
| Oberstleutnant der Luftwaffe | 1 de dezembro de 1940 |
| Oberst der Luftwaffe         | 1 de junho de 1942    |
| Kapitän zur See              | 1 de junho de 1943    |

### Condecorações
| Luftwaffe Combat clasp em Bronze                                                                | 15 de junho de 1941     |
| Cruz de Ferro 2ª Classe                                                                         | 18 de agosto de 1941    |
| Cruz de Ferro 1ª Classe                                                                         | 18 de agosto de 1941    |
| Spanischer Verdienstkreuz in Weiß, 2. Klasse "Cruz blanca Espanhola 2. Clase al mérito militar" | 18 de fevereiro de 1942 |
| Finnisches Freiheitskreuz 3ª Classe                                                             | 27 de fevereiro de 1942 |
| Cruz de Cavaleiro da Cruz de Ferro                                                              | 23 de janeiro de 1945   |
| Badge de Guerra dos U-boot 1939                                                                 | 15 de fevereiro de 1945 |
| U-boat Front Clasp                                                                              | 15 de fevereiro de 1945 |

### Patrulhas
|        | U-Boot                 | Partida | Partida                 | Chegada  | Chegada | Dias    | Toneladas |
| ------ | ---------------------- | ------- | ----------------------- | -------- | ------- | ------- | --------- |
| U-1232 | 28 de outubro de 1944  | Kiel    | 31 de outubro de 1944   | Horten   | 4 dias  |         |           |
| U-1232 | 10 de novembro de 1944 | Horten  | 14 de fevereiro de 1945 | Marviken | 97 dias | 26 904  |           |
| Total  | Total                  | Total   | Total                   | Total    | Total   | 97 dias | 26 904 t  |

### Sucessos
- 3 navios afundados num total de 17,355 GRT
- 1 navio danificado num total de 2,373 GRT
- 1 navio com perda total com 7,176 GRT

| Data                  | U-Boot      | Nome da Embarcação             | Toneladas | Nacionalidade   |        |
| --------------------- | ----------- | ------------------------------ | --------- | --------------- | ------ |
| 4 de janeiro de 1945  | U-1232      | Nipiwan Park (danificado)      | 2,373     | canadense       | SH-194 |
| 4 de janeiro de 1945  | U-1232      | Polarland                      | 1,591     | norueguês       | SH-194 |
| U-1232                | Athelviking | 8,779                          | britânico | BX-141          |        |
| 14 de janeiro de 1945 | U-1232      | British Freedom                | 6,985     | britânico       | BX-141 |
| 14 de janeiro de 1945 | U-1232      | Martin Van Buren (perda total) | 7,176     | norte-americano | BX-141 |
| Total                 | Total       | Total                          | 26904     |                 |        |